# Pachyballus flavipes aurantius
Pachyballus flavipes aurantius is een spinnenondersoort in de taxonomische indeling van de springspinnen (Salticidae).
Het dier behoort tot het geslacht Pachyballus. De wetenschappelijke naam van de soort werd voor het eerst geldig gepubliceerd in 1949 door Lodovico di Caporiacco.